# Teateråret 1998

## Händelser

### Augusti
- 12 augusti - Lars Norén blir ny konstnärlig ledare för Riksteatern.[1]

### Okänt datum
- Sveriges regering instiftar Cullbergstipendiet i samband med koreografen Birgit Cullbergs 90-årsdag

## Priser och utmärkelser
- O'Neill-stipendiet tilldelas Marie Göranzon
- Thaliapriset tilldelas Lena Endre

### Guldmasken
| Kvinnlig huvudroll:             | Maria Lundqvist                   | Guys & Dolls           |
| Manlig huvudroll:               | Jan Malmsjö                       | Vita hästen            |
| Kvinnlig biroll:                | Marianne Mörck                    | Kristina från Duvemåla |
| Manlig biroll:                  | Peter Jöback                      | Kristina från Duvemåla |
| Kvinnlig huvudroll i talpjäs:   | Pernilla Wahlgren                 | Charleys Tant          |
| Manlig huvudroll i talpjäs:     | Brasse Brännström                 | Pengarna eller Livet   |
| Kvinnlig biroll i talpjäs:      | Meg Westergren                    | Charleys Tant          |
| Manlig biroll i talpjäs:        | Per Eggers                        | Charleys Tant          |
| Regi:                           | Lars Rudolfsson                   | Kristina från Duvemåla |
| Koreografi:                     | TJ Rizzo                          | 42nd Street            |
| Scenografi:                     | Ingemar Wiberg                    | Guys & Dolls           |
| Kostym:                         | Marianne Lunderkvist              | 42nd Street            |
| Barn- och Familjeföreställning: | Kategorin finns ej                |                        |
| Föreställning:                  | Kategorin finns ej                |                        |
| Bäste artist:                   | Kategorin finns ej                |                        |
| Teaterchefernas pris:           | Hanne Wilhelm Hansen              | Teaterförläggare       |
| Juryns specialpris:             | Björn Ulvaeus och Benny Andersson | Kristina från Duvemåla |
| Privatteatrarnas pris:          | Kategorin finns ej                |                        |

Se vidare MusikalNet listor över pristagare

## Årets uppsättningar

### Januari
- 16 januari - Lars Noréns Personkrets börjar spelas på Riksteatern i Umeå [2].
- 23 januari - Daniel Börtz opera Marie Antoinette har premiär på Folkoperan i Stockholm [3].
- 31 januari - Brad Frasers Oidentifierade mänskliga rester och kärlekens sanna väsen, i regi av Göran Parkrud, börjar spelas på Borås stadsteater [2].

### Februari
- 13 februari - P. O. Enquists Bildmakarna i regi av Ingmar Bergman har premiär på Dramaten.

### Mars
- 20 mars - David Edgars Pingst, i regi av Jasenko Selimović, börjar spelas på Uppsala stadsteater [2].

### April
- 18 april - Henrik Ibsens Folkets fiende, i regi av Stein Winge, börjar spelas på Dramaten i Stockholm [2].

### Augusti
- 20 augusti - August Strindbergs Vasasagan, i regi av Staffan Valdemar Holm, börjar spelas på Malmö dramatiska teater [2].

### Oktober
- 2 oktober - Franx Xavier-Krotez De' Göttaste, i regi av Anders Paulin , börjar spelas på Malmö dramatiska teater [4].
- 9 oktober - Molières Don Juan, i regi av Linus Tunström, börjar spelas på Galeasen i Stockholm [4].
- 24 oktober - August Strindbergs Ett drömspel, i regi av Robert Wilson, börjar spelas på Stockholms stadsteater [4].

### November
- 14 november - August Strindbergs Ett drömspel, i regi av Rolf Sossna, börjar spelas på En annan teater i Göteborg [4].

### December
- 5 december - Anton Tjechovs Tre systrar, i regi av Peter Oskarsson, börjar spelas på Göteborgs stadsteater-Folkteatern i Göteborg [4].

### Okänt datum
- Jasenko Selimovićs pjäs 1948 har premiär på Backateatern i Göteborg
- Per Olov Enquists pjäs Bildmakarna har urpremiär på Målarsalen i Kungliga Dramatiska Teatern i Stockholm
- Staffan Göthes pjäs Homofiler kan inte vissla har urpremiär
- Nalle Puh i Gunnebo sommarspel

## Avlidna
- 20 mars – Beverley Cross, brittisk pjäs- och manusförfattare.